# Spilogona tenuicornis
Spilogona tenuicornis este o specie de muște din genul Spilogona, familia Muscidae. A fost descrisă pentru prima dată de Malloch în anul 1923. Conform Catalogue of Life specia Spilogona tenuicornis nu are subspecii cunoscute.